# Cleveland Transit System
Cleveland Transit System was een transportbedrijf in Cleveland, in de Verenigde Staten dat opgevolgd is door RAT.

## Voorgeschiedenis
In de voorgeschiedenis van het openbaar vervoer in Cleveland is Tom L. Johnson een opzienbarende figuur.
In 1879 arriveerde hij vanuit Kentucky in Cleveland en kocht de Brooklyn Street Railroad. Bijna ogenblikkelijk begon hij andere kleine bedrijfjes te kopen en smeedde zo een groot systeem van paardentramlijnen aaneen. Hij was een charismatisch en geliefd figuur. Hij ontwierp een zeer grote sneeuwploeg om de lijnen schoon te krijgen, kocht een groot honkbalstadion waar hij talloze passagiers heen vervoerde en nodige beroemde boksers uit die tijd, zoals John L. Sullivan, uit voor geld te komen boksen in zijn stadion.
Bedrijf na bedrijf werd aan het imperium toegevoegd en op het hoogtepunt, rond 1901, toen Johnson zich terugtrok om de politiek in te gaan, was zijn Cleveland Electric Railway de dominante factor in de stad. Hij had toen nog maar één tegenspeler: de net zo charismatische Marcus A. Hanna, eigenaar van de Cleveland City Railway.
In 1901 werd Johnson burgemeester van Cleveland en werd daarna driemaal herkozen. Al in 1903 verordende hij dat de twee overgebleven transportbedrijven moesten fuseren en onder gemeentelijk bestuur moesten komen. Een van zijn verkiezingsbeloftes, die hij nooit brak, was dat een rit met de tram niet meer dan 3 cent mocht kosten.
In 1908 ontstond de Municipal Traction Company (MTC), later Cleveland Railway Co.. Vanwege zijn verkiezingsbelofte werd hij door aandeelhouders tegengewerkt en uiteindelijk werd besloten dat passagiers uit de voorsteden veel meer moesten gaan betalen.
Doordat in de daaropvolgende jaren de prijzen niet werden verhoogd raakte MTC in verval, investeringen en onderhoud bleven uit, en ging failliet. 
Pas na een adequate herstructurering en een prijssysteem dat gebaseerd was op verreden mijlen kon de MTC een doorstart maken.
Op het hoogtepunt van haar ontwikkeling, in 1925, was MTC een van de meest progressieve vervoerbedrijven in de VS. Ze was ook een van de tien grootste en vervoerde jaarlijks 87.000.000 passagiers met 1500 trams. Het tramnet was toen 415 mijl lang.
Het hart van de stad was Public Square, in Cleveland ‘The Square’ genoemd en bijna alle tramlijnen reden erheen. Op iedere hoek van het plein waren grote eindpuntlussen voor de trams.

## Public Square
In 1930 werd op Public Square door toedoen van de broers Van Sweringen Cleveland verrijkt met Cleveland Union Terminal. Dit gebouw was toen het hoogste gebouw in de VS ten westen van New York, 261 meter. In dit gebouw was alles verenigd: winkels, kantoorruimtes, congrescentra en recreatieve voorzieningen. Het gebouw werkte als een magneet op de stad. Binnen korte tijd steeg de waarde van grond rond Public Square met 700%.
De vraag naar vervoer steeg enorm. Niet alleen CRC deed Public Square aan maar ook de Shaker Heights Rapid (ook een project van de broers Van Sweringen) en vele treinverbindingen. Allerlei interlokale tramlijnen werden toegevoegd waarmee men zelfs naar Toledo en Detroit kon reizen.
In 1932, toen de grote depressie op haar hoogtepunt was, was van dit geheel alleen nog het stedelijk vervoer en de Shaker Heights Rapid over.
Cleveland is ook de geboorteplaats van een tramtype dat, net als de PCC,  
jarenlang de ontwikkeling van het fenomeen tram bepaalde: de Peter Witt Car.

## Cleveland! C-Town, The Forest City
In 1935 wilde CRC 100 PCC-cars aanschaffen maar moest daar, vanwege haar financiële situatie, van afzien. Eén PCC-car, bedoeld voor Pittsburgh, reed proef in Cleveland en het reizigerspubliek was enthousiast. Bij dit experiment bleef het. In 1942, vlak na de oprichting van Cleveland Transit System (CTS), werden plannen gemaakt toch PCC-cars aan te schaffen.
In een van de plannen was een visie neergelegd voor de aankoop van 450 PCC-cars. Daarbij zouden de belangrijkste tramlijnen worden gemoderniseerd. 
Onder een dreigement dat Cleveland haar meeste tramlijnen zou omzetten in trolleybus, kreeg zij in 1945 toestemming voor de aanschaf van PCC’s. 
In 1946 kwam deze order voor Pullman-Standard PCC’s, genummerd 4200 – 4249, in Cleveland aan en werden op de SUPERIOR – lijn in dienst genomen. De andere 25 bestelde wagens waren gebouwd door St. Louis Car en 4250 – 4274 genummerd. Hun bijnaam was ‘Transitliners’. Afwijkend aan deze wagens was de grote ventilatiemonitors die op de wagens werden gemonteerd.
25 volgende PCC-cars werden overgenomen van Louisville (Louisville Railway Co.) in ruil voor 25 bussen en een onbekend gebleven som geld. Deze hadden een afwijkende carrosserie en waren ook door St. Louis Car gebouwd.
In Cleveland moesten deze PCC-cars van een spoorbreedte van 5 voet teruggebouwd worden naar standaard spoorbreedte (1435 mm). Na de opheffing van tramlijnen in Cleveland werden deze PCC-cars weer aan Toronto verkocht en moesten toen weer op een spoorbreedte van 4 voet, 10 7/8 inch worden omgebouwd.

## Raymond Loewy’s invloed

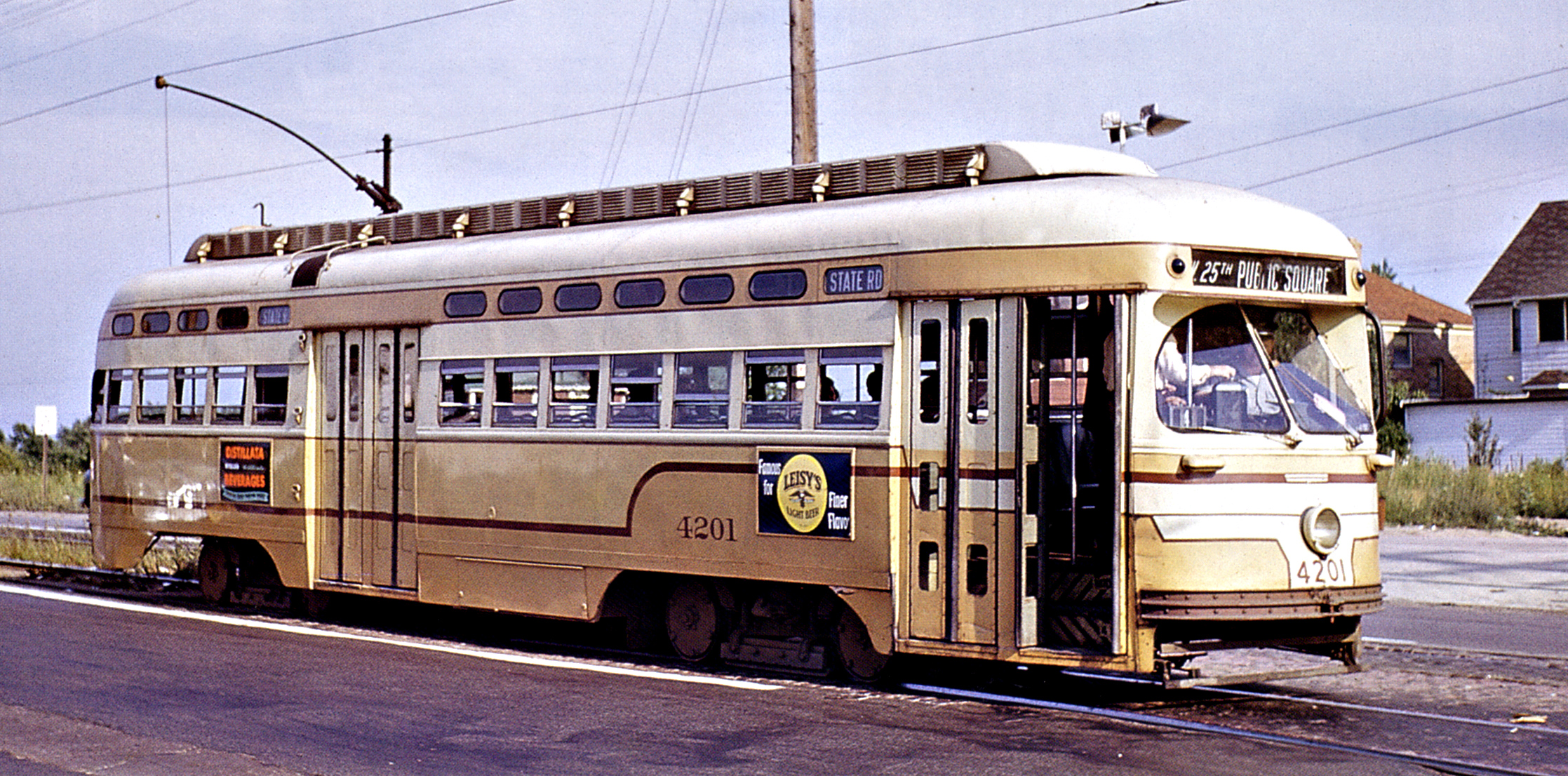
PCC in Cleveland – Raymond Loewy design

Raymond Loewy, een zeer bekend Amerikaans designer en industrieel ontwerpen, was betrokken bij de kleurencombinatie op Clevelands trams.
Eerst waren de wagens crème en geel. Om het uiterlijk en de presentatie van de trams te verbeteren werd Loewy gevraagd een nieuwe beschildering te verzinnen. Zijn eerste inspanning was een tweekleurige groen, grijs en wit dat op 448 trams werd aangebracht.
Na verloop van tijd merkte men dat deze trams meer aanrijdingen overkwamen dan niet op Loewy’s ontwerp geschilderde en verzocht men Loewy een tweede ontwerp te maken.
Dit werd een combinatie van twee kleuren geel, crème-wit en oranjebruine strepen.
Het was een sterk ontwerp dat ook op bussen werd aangebracht. Deze uitstraling hield het tot midden jaren 1960 vol.